# OSBP
Cet article concerne l'usine logicielle. Pour la protéine, voir OSBP (protéine).
OSBP (Open Standard Business Platform) est une usine logicielle open source disponible auprès de la fondation Eclipse.

## Description
OSBP associe le développement classique de logiciel à des éléments no-code / low-code. Ainsi l'écriture du code source est principalement remplacée par une modélisation descriptive du logiciel souhaité, l'usine génère alors  de manière autonome le code source et autres artefacts nécessaires. OSBP permet au développeur d'intégrer son propre code source en complément du no-code / low-code. Les applications ainsi créées sont indépendantes des plateformes et sont destinées à un usage professionnel en entreprise.

## L'objectif
OSBP a été conçu pour minimiser les étapes fastidieuses ou répétitives telles que la conception de l'architecture ou la création du code source. OSBP permet  de faciliter et d’accélérer le processus de développement, mais aussi d’éliminer les erreurs imputables au travail « manuel » du codage humain.
Généralement en utilisant OSBP, les développeurs notent  une réduction pouvant aller jusqu’à 90 % de l’effort nécessaire en suivant une approche conventionnelle. De plus, OSBP bénéficie des avantages du développement dirigé par les modèles : comme les modèles sont indépendants du code, ils permettent à tout moment de créer des versions modifiées d’une application ; le logiciel reste  flexible et personnalisable.

## Utilisation de langages spécifiques à un domaine
OSBP dissocie les connaissances techniques du savoir-faire métier dans ses propres couches d'abstraction, appelées domaines. Pour chaque domaine, un modèle abstrait a été défini, dont les caractéristiques concrètes sont décrites au moyen de langages spécifiques au domaine (DSL). Les modèles individuels sont reliés les uns aux autres dans une architecture de domaine, où des modèles de niveau supérieur masquent la complexité des modèles sous-jacents et simplifient ainsi le travail du développeur. Les frameworks (pour lesquels OSBP génère le source code lors de l’étape finale), utilisés dans leurs domaines respectifs, peuvent également être échangés sans perdre le travail précédemment investi dans la description. Actuellement, OSBP comprend 26 domaines (y compris la DSL développée à cet effet) et plus de 30 frameworks open source intégrés. Ils contiennent tous les éléments structurels et fonctionnels nécessaires pour développer une application type. Les modèles de domaine ainsi que les fonctionnalités de l’usine sont – grâce à l’open source - extensibles par quiconque.

## Licences
Le code source est publié en open source sous la licence Eclipse Public License 2.0, de sorte que l'utilisation d’OSBP n'entraîne aucune dépendance - par exemple un blocage du fournisseur. De plus, l’effet copyleft redouté des développeurs professionnels est exclu.